# Unione CDU/CSU

Logo del gruppo parlamentare CDU/CSU

L'Unione CDU/CSU, chiamata anche l'Unione (in tedesco Union), o Partiti dell'Unione (in tedesco Unionsparteien) è l'espressione usata per indicare entrambi i partiti gemelli Unione Cristiano-Democratica di Germania (CDU) e Unione Cristiano-Sociale in Baviera (CSU), appartenenti all'area di centro-destra. 
I due partiti democristiani costituiscono un gruppo parlamentare unico nel Bundestag, chiamato "gruppo parlamentare CDU/CSU" (CDU/CSU-Fraktion) o "gruppo parlamentare dell'Unione" (Unionsfraktion). Ciò secondo il regolamento del Bundestag è possibile in quanto non competono tra loro nelle elezioni, essendo la CSU attiva solo in Baviera e la CDU in tutti gli altri 15 Länder eccetto la Baviera. I due partiti inoltre scelgono un candidato comune in occasione delle elezioni federali e hanno sempre governato in coalizione a livello federale. Al di sotto del livello federale tuttavia le due organizzazioni sono completamente separate, eccezion fatta per la Junge Union, l'organizzazione giovanile comune ai due partiti. I membri di entrambi i partiti vengono anche chiamati Unionschrist (letteralmente, "Cristiano dell'Unione").
I due partiti inoltre sono entrambi membri del Partito Popolare Europeo e dell'Unione Democratica Internazionale, e gli eurodeputati di entrambi i partiti sono iscritti al gruppo del Partito Popolare Europeo.

## Storia

### Nascita
Il gruppo parlamentare comune CDU/CSU si costituì per la prima volta il 1 settembre 1949, in seguito alle prime elezioni federali dello stesso anno. Il primo capogruppo fu Konrad Adenauer, che, divenuto cancelliere federale, fu sostituito poco tempo dopo da Heinrich von Brentano. Il 31 agosto 1949 si costituì poi il primo Landesgruppe (letteralmente "gruppo del Land", ossia un sottogruppo di parlamentari eletti in rappresentanza dello stesso stato federato all'interno dello stesso gruppo parlamentare), con Fritz Schäffer come primo rappresentante. Fino alla fondazione della CDU (che avverrà soltanto nel 1950), il gruppo parlamentare era formalmente costituito da CSU e dai vari partiti regionali con nome CDU.

### Crisi degli anni 70
Il 19 novembre 1976, dopo la sconfitta nelle elezioni federali del 1976, il Landesgruppe della CSU, riunito a Wildbad Kreuth, prese la decisione di non rinnovare il gruppo unitario con la CDU per l'VIII legislatura. La minaccia di separazione rientrò il 12 dicembre dello stesso anno, dopo che la CDU da un lato minacciò di costituirsi anche in Baviera e dall'altro fece alcune concessioni al partito gemello bavarese. La motivazione ufficiale della minaccia di separazione era la volontà di fare un'opposizione più efficace e di avere più tempo a disposizione in Parlamento. In effetti l'episodio era parte di una lotta di potere tra i presidenti dei due partiti, Helmut Kohl della CDU e Franz Josef Strauß della CSU, che verteva essenzialmente sul rapporto da tenere nei confronti dell'FDP (allora al governo con i socialdemocratici) e sulla fondazione del cosiddetto "quarto partito" (Vierten Partei), ossia sull'estensione dell'attività della CSU al di fuori dei confini bavaresi.

## Gruppo parlamentare
Fino ad ora non vi sono mai stati capigruppo del gruppo comune appartenenti alla CSU. Il presidente del Landesgruppe della CSU è però, in base al patto che sta alla base della costituzione del gruppo parlamentare e che viene rinnovato all'inizio di ogni legislatura, il primo vice del capogruppo.

### Capigruppo del gruppo parlamentare
| Elenco dei capigruppo dell'Unione CDU/CSU |                   |                    |        |
| Nome                                      | Entrata in carica | Fine dell'incarico | Giorni |
| Konrad Adenauer                           | 1 settembre 1949  | 15 settembre 1949  | 14     |
| vacante                                   | vacante           | vacante            | 6      |
| Friedrich Holzapfel                       | 21 settembre 1949 | 30 settembre 1949  | 9      |
| Heinrich von Brentano                     | 30 settembre 1949 | 7 giugno 1955      | 2076   |
| vacante                                   | vacante           | vacante            | 8      |
| Heinrich Krone                            | 15 giugno 1955    | 24 novembre 1961   | 2354   |
| Heinrich von Brentano                     | 24 novembre 1961  | 14 novembre 1964   | 1086   |
| vacante                                   | vacante           | vacante            | 17     |
| Rainer Barzel                             | 1 dicembre 1964   | 9 maggio 1973      | 3081   |
| Kurt Georg Kiesinger (ad interim)         | 9 maggio 1973     | 17 maggio 1973     | 8      |
| Karl Carstens                             | 17 maggio 1973    | 1 dicembre 1976    | 1294   |
| vacante                                   | vacante           | vacante            | 12     |
| Helmut Kohl                               | 13 dicembre 1976  | 4 ottobre 1982     | 2121   |
| Alfred Dregger                            | 4 ottobre 1982    | 25 novembre 1991   | 3339   |
| Wolfgang Schäuble                         | 25 novembre 1991  | 29 febbraio 2000   | 3018   |
| Friedrich Merz                            | 29 febbraio 2000  | 24 settembre 2002  | 938    |
| Angela Merkel                             | 24 settembre 2002 | 21 novembre 2005   | 1154   |
| Volker Kauder                             | 21 novembre 2005  | 25 settembre 2018  | 4691   |
| Ralph Brinkhaus                           | 25 settembre 2018 | 15 febbraio 2022   | 1239   |
| Friedrich Merz (nuovamente)               | 15 febbraio 2022  | in carica          | 1176   |

## Risultati elettorali

Länder, in cui l'Unione è
partito di opposizione nel Landtag
junior party in un governo di coalizione
in un governo monocolore o è il partito leader della coalizione, ed esprime il capo del governo

partito di opposizione nel Landtag
     junior party in un governo di coalizione
     in un governo monocolore o è il partito leader della coalizione, ed esprime il capo del governo
| Risultati elettorali complessivi nelle elezioni federali | Risultati elettorali complessivi nelle elezioni federali | Risultati elettorali complessivi nelle elezioni federali | Risultati elettorali complessivi nelle elezioni federali | Risultati elettorali complessivi nelle elezioni federali | Risultati elettorali complessivi nelle elezioni federali      |
| Anno                                                     | Voti                                                     | %                                                        | Seggi                                                    | Candidato cancelliere                                    | Governo                                                       |
| -------------------------------------------------------- | -------------------------------------------------------- | -------------------------------------------------------- | -------------------------------------------------------- | -------------------------------------------------------- | ------------------------------------------------------------- |
| 1949                                                     | 7.359.084                                                | 31,0 %                                                   | 141 / 410                                                | Konrad Adenauer (CDU)                                    | Adenauer I                                                    |
| 1953                                                     | 12.443.981                                               | 45,2 %                                                   | 249 / 509                                                | Konrad Adenauer (CDU)                                    | Adenauer II                                                   |
| 1957                                                     | 15.008.339                                               | 50,2 %                                                   | 277 / 519                                                | Konrad Adenauer (CDU)                                    | Adenauer III                                                  |
| 1961                                                     | 14.298.372                                               | 45,3 %                                                   | 251 / 521                                                | Konrad Adenauer (CDU)                                    | Adenauer IV (1961-1962) e V (1962-1963), Erhard I (1963-1965) |
| 1965                                                     | 15.524.068                                               | 47,6 %                                                   | 251 / 518                                                | Ludwig Erhard (CDU)                                      | Erhard II (1965-1966) e Kiesinger (1965-1969)                 |
| 1969                                                     | 15.195.187                                               | 46,1 %                                                   | 250 / 518                                                | Kurt Georg Kiesinger (CDU)                               | Opposizione                                                   |
| 1972                                                     | 16.806.020                                               | 44,9 %                                                   | 234 / 518                                                | Rainer Barzel (CDU)                                      | Opposizione                                                   |
| 1976                                                     | 18.394.801                                               | 48,6 %                                                   | 254 / 518                                                | Helmut Kohl (CDU)                                        | Opposizione                                                   |
| 1980                                                     | 16.897.659                                               | 44,5 %                                                   | 237 / 519                                                | Franz Josef Strauß (CSU)                                 | Opposizione (1980-1982), Kohl I (1982-1983)                   |
| 1983                                                     | 18.998.545                                               | 48,8 %                                                   | 255 / 520                                                | Helmut Kohl (CDU)                                        | Kohl II                                                       |
| 1987                                                     | 16.761.572                                               | 44,3 %                                                   | 234 / 519                                                | Helmut Kohl (CDU)                                        | Kohl III                                                      |
| 1990                                                     | 20.358.096                                               | 43,8 %                                                   | 319 / 662                                                | Helmut Kohl (CDU)                                        | Kohl IV                                                       |
| 1994                                                     | 19.517.156                                               | 41,4 %                                                   | 294 / 672                                                | Helmut Kohl (CDU)                                        | Kohl V                                                        |
| 1998                                                     | 17.329.388                                               | 35,1 %                                                   | 245 / 669                                                | Helmut Kohl (CDU)                                        | Opposizione                                                   |
| 2002                                                     | 18.482.641                                               | 38,5 %                                                   | 248 / 603                                                | Edmund Stoiber (CSU)                                     | Opposizione                                                   |
| 2005                                                     | 16.631.049                                               | 35,2 %                                                   | 226 / 614                                                | Angela Merkel (CDU)                                      | Merkel I                                                      |
| 2009                                                     | 14.658.515                                               | 33,8 %                                                   | 239 / 622                                                | Angela Merkel (CDU)                                      | Merkel II                                                     |
| 2013                                                     | 18.157.256                                               | 41,5 %                                                   | 311 / 631                                                | Angela Merkel (CDU)                                      | Merkel III                                                    |
| 2017                                                     | 15.315.576                                               | 32,9%                                                    | 255 / 709                                                | Angela Merkel (CDU)                                      | Merkel IV                                                     |
| 2021                                                     | 10.445.571                                               | 22,3%                                                    | 196 / 735                                                | Armin Laschet (CDU)                                      | Opposizione                                                   |
| 2025                                                     | 14.158.432                                               | 28,5%                                                    | 208 / 630                                                | Friedrich Merz (CDU)                                     | Merz                                                          |